# Дамиета
Дамиета (на арабски: دمياط) е град в Египет и административен център на едноименната област. Градът се намира между Средиземно море и река Нил, на 200 km северноот Кайро. Династията на Абасидите използват града за граничен с Индия и Китай. Дамиета е бил много важна стратегическа крепост на мюсюлманите по време на кръстоносните походи през XII и XIIIвек. Градът има население от близо 1 000 000 души (2006).